# Gerhard Schiedlausky
Gerhard Schiedlausky, né le 14 janvier 1906 à Berlin et mort le 3 mai 1947 à Hamelin, est un médecin et criminel nazi.

## Biographie
Il étudie la médecine à Berlin et à Innsbruck, et passe son examen d'État à Berlin en 1931.
Il est membre du parti nazi dès le 1er septembre 1931 (numéro de membre 617 194), et membre de la SS de décembre 1932 à juillet 1933 et de nouveau à partir de 1936 (numéro SS 213.323). Entre-temps, il est médecin expert auprès de la police de 1933 à 1934, ce qui l'oblige à quitter la SS. Il exerce ensuite jusqu'en 1939, comme médecin en dehors de la SS.
En octobre 1939, il est enrôlé dans la Waffen-SS avec le grade de SS-Unterscharführer et envoyé au centre d'immigration de Posen, dédié à la réinstallation des Allemands des pays baltes. En janvier 1941, alors qu'il a le grade de SS-Untersturmfuhrer, il suit une formation militaire et médicale de trois mois à Hambourg-Langenhorn, avec la SS-Verfügungstruppe Germania.
Il est ensuite muté dans différents camps de concentration (Dachau,Oranienburg, Mauthausen, Flossenbürg ) via le Bataillon SS de remplacement médical. Le 18 décembre 1941, il est affecté comme médecin de garnison Sanitätswesen dans le camp de concentration pour femmes de Ravensbrück, où il reste jusqu'en août 1943. Il témoigne plus tard qu'il y a remplacé Walter Sonntag comme médecin du camp, ce dernier ayant provoqué la colère de sa hiérarchie en entretenant une liaison avec sa future épouse, le médecin du camp Gerda Weyand (de). À Ravensbrück, Rolf Rosenthal, Herta Oberheuser, Richard Trommer et Percival Treite sont tous médecins du camp sous ses ordres. Son supérieur immédiat est l'inspecteur des camps Enno Lolling. Il est ensuite pendant deux mois au camp de concentration de Natzweiler-Struthof et d'octobre 1943 à la libération, au camp de concentration de Buchenwald avec le grade de Hauptsturmführer.
Selon ses propres déclarations, il est entré dans l'administration des camps de concentration parce qu'on lui avait promis à l'époque que son service là-bas ne durerait que six mois et que cela lui servirait de préparation au service médical du front, où il avait toujours voulu aller. Après six mois cependant, on lui aurait objecté qu'« il n'est pas concevable pour un médecin plus âgé de travailler au front sous les ordres d'un médecin plus jeune ».
Dans le premier des sept procès de Ravensbrück, les témoins rapportent unanimement qu'il a maltraité et insulté les femmes lors de prétendues visites médicales. C'est également Schiedlausky qui a lui-même demandé au commandant du camp les prisonniers nécessaires aux expériences médicales nazies. Schielausky nie les faits et expose au le tribunal qu'il n'a participé qu'à des opérations, mais pas à des sélections ou à des expériences.
Le 3 février 1947, il est condamné à mort à Hambourg. Sa mère et sa femme font un recours en grâce au motif qu'il est un bon médecin et ne peut donc avoir commis les crimes dont on l'accuse. Les demandes sont rejetées et Schiedlausky est transféré à Hamelin, où il est pendu le 3 mai 1947 à 9h37.
Schiedlausky a commis les crimes suivants :
- expériences de régénération osseuse, musculaire et nerveuse sur des personnes en bonne santé[1]  ;
- expériences avec des sulfamides : les victimes sont infectées par des bactéries (streptocoque, gangrène gazeuse, tétanos)[2] ;
- prétendus « Essais cliniques »[3]